# Nervo laríngeo recorrente

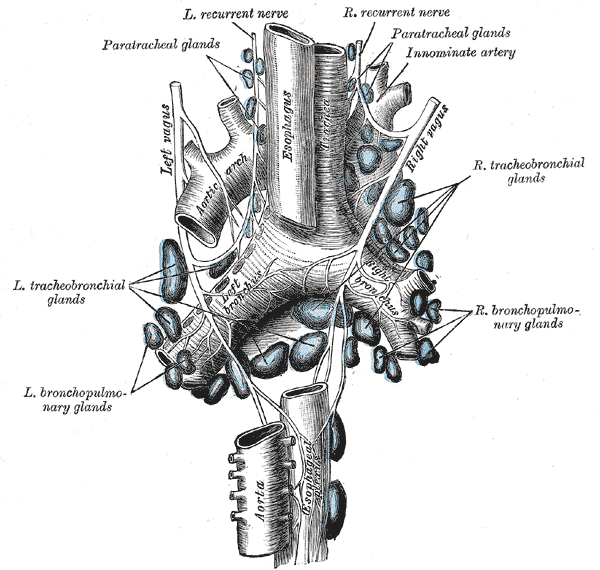

O nervo laríngeo recorrente é um ramo par do nervo vago. É um importante nervo ligado aos músculos da fonação, pois é o nervo motor da laringe.

## Trajeto
Os nervos de ambos os lados se originam dos nervos vagos, na região inferior do pescoço. Seguem em direção ao tórax até se curvarem (daí o nome "recorrente") em estruturas diferentes para cada lado. O nervo laríngeo recorrente direito passa por debaixo da artéria subclávia direita, ao nível da vértebra T1/T2. O nervo laríngeo recorrente esquerdo passa por debaixo da alça da aorta, ao nível da vértebra T4/T5. Ambos os nervos continuam seu trajeto agora em ascensão, se dirigindo para face póstero-medial da glândula tireóide e sobem no sulco traqueoesofágico em direção aos músculos intrínsecos da laringe.
Termina dando origem ao nervo laríngeo inferior.

## Inervação
O nervo laríngeo recorrente supre todos os músculos intrínsecos da laringe, com exceção do músculo cricotireóideo, que é suprido pelo nervo laríngeo externo, uma ramificação do nervo laríngeo superior.

## Lesão do nervo
Há risco lesão do nervo laríngeo recorrente em uma cirurgia de pescoço ou em caso de aneurisma da aorta, o que afeta diretamente o funcionamento das cordas vocais. Numa lesão unilateral (lesão do nervo esquerdo ou direito), ocorre rouquidão e dificuldade de falar (disfonia). A lesão bilateral (no direito e no esquerdo) tem como consequência a perda de voz (afonia) e provoca um som agudo e alto na inspiração. O trajeto do nervo laríngeo recorrente esquerdo é maior. No entanto, o direito encontra-se mais vulnerável a lesões operatórias por dois aspectos diferentes e complementares: trajetória e comprimento. Devido ao fato de apresentar trajetória mais oblíqua e desprotegida, não se relacionando de forma íntima com o sulco traqueoesofágico, existe maior possibilidade de ocorrerem traumas diretos, como a compressão por retratores ou a secção acidental, principalmente nas abordagens envolvendo níveis vertebrais mais baixos. Da mesma forma, o seu menor comprimento favorece o estiramento de suas fibras durante a tração per-operatória.
Usualmente as cirurgias cervicais quando possíveis de serem realizadas somente por um lado se prefere o acesso esquerdo, pela anatomia mais constante do nervo o que facilita a dissecção.[carece de fontes?]

## Evidência da evolução
O trajeto particularmente ineficaz dos nervos laríngeos, particularmente em mamíferos como a girafa (cujo nervo estende-se por 4,6 metros), é frequentemente citado como uma evidência da evolução, em detrimento à teoria do design inteligente.